# Comskee
Comskee (Computing and String Keeping Language, der Name wurde als Hommage an Noam Chomsky gewählt) ist eine Programmiersprache zur Bearbeitung von Aufgabenstellungen der Linguistik. Comskee wurde zwischen 1973 und 1986 im Sonderforschungsbereich 100 „Elektronische Sprachforschung“ am Lehrstuhl von Günter Hotz (Universität des Saarlandes) entwickelt. Später wurde Comskee von dem Saarbrücker Softwarehaus DIaLOGIKa GmbH gepflegt. Implementierungen gab es sowohl für Großrechner (Telefunken TR440, Siemens BS2000) als auch für Prozessrechner (Digital VAX) und Personalcomputer (IBM PC, Atari ST, Commodore Amiga).
Im akademischen Bereich fand Comskee Verwendung insbesondere bei Systemen zur automatischen Übersetzung natürlicher Sprachen. Anwendungen gab es aber auch im nicht-akademischen Bereich, z. B. ab 1984 zur Verwaltung des mehrsprachigen Eurovoc-Thesaurus‘ der EU.
Mit seinen voll-dynamischen Datentypen String (Zeichenketten), Sentence (Listen von Strings), Set (Mengen von Strings) und vor allem Dictionary (Wörterbuch, Zuordnungen von beliebig strukturierten Datenobjekten zu Strings, verwaltet in Dateien mit konkurrierendem Zugriff) erlaubte Comskee eine besonders einfache und benutzerorientierte Programmierung von Aufgaben aus dem Bereich der Sprach- und Textverarbeitung, wozu auch die integrierte automatische Speicherbereinigung wesentlich beitrug.
In Comskee realisierte Programme waren bis über das Jahr 2000 hinaus in kommerzieller Benutzung, z. B. die Systeme CATEL und ABEL des Amts für amtliche Veröffentlichungen der Europäischen Gemeinschaften.